# Zainal Abidin Bin Ahmad
Zainal Abidin Bin Ahmad (Jawi زين العابدين بن احمد; geb. 16. September 1895 in Kampung Kerdas, Batu Kikir, Negeri Sembilan; gest. 23. Oktober 1973 in Petaling Jaya, Selangor) mit dem Ehrentitel Pendeta Za'ba, war ein malaiischer Intellektueller aus der ersten Hälfte des 20. Jahrhunderts, der den kaum muda (wörtl. „die [Gruppe der] Jungen“) zuzurechnen ist. Damit ist diejenige malaiische Spielart eines modernistisch ausgerichteten Reformislams gemeint, die sich in den ersten Jahrzehnten des 20. Jahrhunderts in ihrem Denken vornehmlich an den Gedanken der ägyptischen bzw. libanesischen Religionsgelehrten und Publizisten Muhammad ʿAbduh (gest. 1905) und Raschīd Ridā (gest. 1935) orientierte. Ein anderer prominenter malaiischer Vertreter der kaum muda war der Journalist und Schriftsteller Sayyid Shaykh al-Hadi (gest.1934), aus dessen Feder u. a. auch der erste moderne malaiische Roman namens Hikayat Faridah Hanom stammt. Pendeta Za'ba hat sich zudem auch um die Standardisierung der malaiischen Sprache verdient gemacht und zahlreiche Schriften, u. a. auch Handbücher zur Orthographie des Malaiischen in Jawi-Schrift, verfasst. Er konzipierte 1924 auch eine neue lateinschriftliche Orthographie für das Malaiische, bei der der Schwa-Laut durch ein eigenes Graphem <ě> wiedergegeben wird, und bestimmte Prä- und Suffixe vermittels eines Bindestrichs vom Wortstamm abgegrenzt werden. Dieser orthographische Standard, der nach ihm Ejaan Za'ba genannt wird, aber auch unter dem Terminus Ejaan Sekolah („Schul-Orthographie“) bekannt ist, löste die im Jahre 1904 von einem Komitee unter Vorsitz von Richard James Wilkinson erarbeiteten Regeln ab und war bis 1972 die offizielle Rechtschreibung für das Malaiische Malaysias.

## Ehrentitel und Pseudonyme
Der eigentliche Name des Gelehrten lautet Zainal Abidin bin Ahmad. Der weitaus geläufigere Name, unter dem er auch in Malaysia und darüber hinaus in der wissenschaftlichen Literatur firmiert, ist jedoch sein Ehrentitel Pendeta Za'ba, wobei es sich bei dem Wort pendeta um einen ursprünglich aus Indien stammenden Ehrentitel handelt, der in Malaysia für besonders verdienstvolle Wissenschaftler und Gelehrte auf den Gebieten von Sprache und Literatur reserviert ist („orang yang banyak ilmu (pandai-pandai)“). Im deutschen Sprachgebrauch ist die Form Pandit geläufiger.
Der Ehrentitel Pendeta wurde Zainul Abidin bin Ahmad 1956 auf dem dritten Malaiischen Kongress für Sprache und Literatur (Kongres Bahasa dan Persuratan Melayu) in Anerkennung seiner Bemühungen um die Etablierung des Malaiischen als National- und Unterrichtssprache des 1957 in die Unabhängigkeit entlassenen British Malaya verliehen. Der zu Ehrende äußerte sich allerdings in einem Brief vom 8. September 1958 an Muhammad Noor bin Ahmad, der für die Etablierung dieses neuen Ehrentitels verantwortlich zeichnete, dahingehend, dass er sich nicht sehr viel aus derartigen Ehrungen mache. Er begründete seine skeptische Haltung in besagtem Brief folgendermaßen: „Der Brauch, Orden und Titel zu verleihen, ist eine feudale Tradition und steht für den Kolonialherren; sie sollte also tunlichst nicht perpetuiert werden“ (Adat mengurniakan bintang dan gelar itu adalah adat feudal dan simbol penjajah yang tidak sayugia dikekalkan). Dessen ungeachtet nahm er den Ehrentitel schließlich doch an.
Darüber hinaus war er auch Träger des malaiischen Ehrentitels Tan Sri. Erwähnenswert ist in diesem Zusammenhang weiterhin, dass Zainal Abidin bin Ahmad, vornehmlich in der Zeit seiner journalistischen Anfänge, unterschiedliche Pseudonyme (nama samaran) verwendete, wie z. B. Za'ba, Z, Anak Melayu Jati („echtes malaiisches Kind“) und Patriot.

## Leben

### Elternhaus und Bildungsgang (1895–1915)

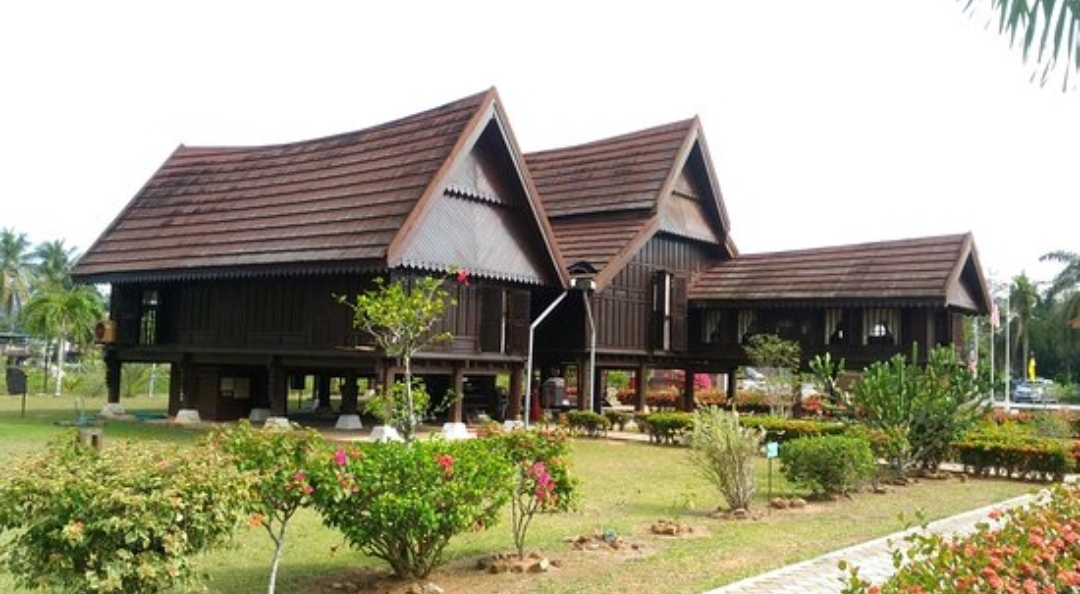
Das Pendeta Za'ba gewidmete Museum in Kampung Kerdas

Za'ba, dessen Vorfahren buginesischer und minangkabauischer Herkunft waren, wurde am 16. September 1895 in Kampung Kerdas, einem Dorf, das etwa 16 km von der im Bundesstaat Negeri Sembilan gelegenen Kleinstadt Kuala Pilah entfernt ist, geboren. Za'bas Geburtsort ist heute Teil der Stadt Batu Kikir, die seit 2001 auch ein Museum betreibt, das Leben und Leistungen des berühmten Landsmanns dokumentiert.
In einem Brief aus dem Jahre 1974 schildert Pendeta Za'bas jüngerer Bruder, Muhammad Yusof Ahmad, im Rückblick auf die gemeinsame Kindheit in Bukit Kerdas die Atmosphäre ihres von dichtem Urwald umgebenen Heimatorts. Da seine Zeilen sehr illustrativ für eine durchaus auch von materieller Armut geprägte malaiische Kindheit auf dem Lande zu Beginn des 20. Jh. sind, seien sie hier in Übersetzung und Original auszugsweise wiedergegeben:

„Unser Dorf und die Reisfelder in Bukit Kerdas waren damals von dichtem Urwald umgeben (...), der sich ohne Unterbrechung bis nach Pahang hinzog. Es gab unzählige Wildtiere, wie etwa Tiger, Wildschweine, Bären, verschiedene Hirscharten, Affen [...] und verschiedenste Vogelarten [...] in Hülle und Fülle. Bisweilen attackierten Wildhühner die Haushühner. Wir bekamen ausschließlich Wild zu essen, wie Hirschfleisch in unterschiedlichen Variationen, und der Geschmack von Wildvögeln [...] ist angenehmer als herkömmliches Hühnerfleisch. Obwohl man vor dem Tiger Angst hatte, riss er doch nie einen Menschen, da er genügend andere Futterquellen im Dschungel zur Verfügung hatte.
Tagsüber und nachts waren die Laute der verschiedensten Tier- und Vogelarten unsere Musik: es waren angstvolle, dumpfe, dann aber auch wieder fröhliche und ausgelassene Laute. Nachts vernahm man das Brüllen des Tigers (wie eine Katze, die nach ihren Gefährten ruft), das Schreien eines Wildschweins, das von einem Tiger niedergestreckt wurde. Wieder ein andermal war das Jaulen eines Hirschs zu vernehmen - oder das eines Tigers (das etwas anders klang als das des Hirschs), der [durch Imitieren der Hirschlaute] den Hirsch überlisten [und anlocken] wollte. [...] In glasklaren Flüssen und Bächen, in Nassreisfeldern und Sümpfen gab es damals unzählige Fischarten, nicht so wie heutzutage. [...] So bot sich uns damals die wunderbare Natur um uns herum dar.“

„Kampung dan sawah kami di Bukit Kerdas masa itu dikelilingi oleh hutan bekukar yang tebal...bersambung-sambung sampai ke Pahang. Binatang-binatang yang buas seperti harimau, babi hutan, beruang, rusa, kijang, pelanduk ´, napuh, kera [...] serta beberapa banyak jenis burung [...] terlalulah banyak. Kadang-kadang ayam hutan berlaga dengan ayam kampung. Kami selalu sahaja dapat makan daging rusa, pelanduk dan kijang dan rasa daging burung siul [...] lebih sedap dari rasa daging ayam biasa. Harimau sungguhpun, ditakuti oleh orang tetapi ia tidak pernah menangkap orang kerana makanannya dalam hutan itu banyak sekali.
Sepanjang masa siang dan malam bunyi binatang-binatang dan burung-burung yang bermacam-macam itu adalah muzik kepada kami...bunyi gerun, bunyi hiba dan sayu dan bunyi yang riang gembira. Malam-malam kedengaran harimau mengaum (seperti kucing memanggil kawan), bunyi babi mengiak kena hempaskan oleh harimau, bunyi rusa mendengking dan kadang-kadang bunyi harimau pula mendengking (lain sedikit bunyinya dan bunyi rusa) kerana harimau itu hendak menipu dan mengakalkan rusa. [...] Di sungai-sungai dan anak-anak air yang jernih airnya dan di sawah-sawah dan paya banyak sekali ikan pada masa itu, tidak seperti sekarang ini. [...] Begitulah alam yang indah di keliling kami masa itu.“

Pendeta Za'ba war der älteste Sohn und hatte noch fünf Geschwister. Sein Vater, Ahmad bin Ibrahim, hatte buginesische Wurzeln, war im Handel (auch in Kooperation mit den britischen Kolonialherren) tätig und verfügte über solide Kenntnisse auf dem Gebiet der islamischen Religion. Er war auch des Lebens und Schreibens mächtig, was damals keine Selbstverständlichkeit war, und er war stets sehr um eine solide religiöse Bildung seines ältesten Sohnes bemüht, den er gerne als künftigen Religionsgelehrten gesehen hätte. Der Vater selbst gab den Dorfkindern sogar Koranunterricht. Als kleiner Junge genoss Zainal Abidin bin Ahmad eine für die damalige Zeit durchaus übliche malaiische Schulbildung traditioneller Observanz, in der es hauptsächlich um das Memorieren des Korans sowie die Vermittlung grundlegender religiöser Kenntnisse ging. Aus diesem Grunde konnte Pendeta Za'ba bereits mit fünf Jahren den Koran auswendig und verfügte über grundlegende Kenntnisse auf dem Gebiet der islamischen Religion. Frühzeitig brachte sich der wissbegierige Junge auch die Grundlagen der Jawi-Schrift bei und las sehr viel. Neben Jawi brachte ihm ein Verwandter das lateinische Alphabet (rumi) bei, das neben dem arabisch-basierten Jawi ebenfalls für die Verschriftung des Malaiischen Verwendung fand. Mit dem Englischen kam er erstmals in Berührung, als er englische Wörter auf Zeitungspapier sah, in das Waren vom Markt eingewickelt waren.
Za'bas Mutter, Intan Awaluddin, hatte minangkabausche Wurzeln und starb bereits 1907, als ihr ältester Sohn gerade einmal zwölf Jahre alt war. Im selben Jahr wurde in seinem Heimatdorf die erste malaiische Elementarschule eröffnet, in der er aufgrund seiner fortgeschrittenen Vorbildung bereits in die höchste Klasse eingestuft wurde. Nach einem halben Jahr gab ihn sein Vater auf eine andere Schule in Linggi, wo er bei Religionsgelehrten u. a. ersten Arabischunterricht erhielt. Hier zeichnete er sich durch sehr gute Leistungen aus, wodurch er sich für sehr angesehene Schulen, wie etwa das Malay College in Kuala Kangsar, qualifizierte. Das Malay College in Kuala Kangsar war 1905 von den Briten eröffnet worden, um Söhne aus vorwiegend höhergestellten malaiischen Familien für einen späteren Einsatz in der Kolonialverwaltung auszubilden. Zainal Abidin sollte jedoch nach dem Wunsch seines Vaters Lehrer werden und ging deshalb nicht auf diese angesehene Einrichtung, ein Umstand, den er später sehr bedauerte. Zainal Abidin wechselte schließlich auf die St Paul’s Institution (SPI) in Seremban, die erste englische Schule in Negeri Sembilan, die 1899 von christlichen Missionaren gegründet worden war und hohes Ansehen genoss; hier ging es ihm vornehmlich um die Verbesserung seiner Englischkenntnisse. Sein Vater war mit diesem Schritt absolut nicht einverstanden, da er die – wie sich allerdings herausstellen sollte unbegründete – Befürchtung hatte, dass die islamischen Überzeugungen seines Sohnes, der doch in seinen Augen zum Religionsgelehrten bestimmt war, Schaden nehmen könnten. Am SPI legte er 1915 auch das Senior Cambridge Exam ab – auch hier wieder als einer der besten Absolventen. Was seine Sprachkenntnisse betrifft, so beherrschte er nunmehr neben dem Malaiischen auch Englisch und Arabisch.

### Schulische Lehrtätigkeit und Mitarbeit in der Bildungsadministration (1916–1947)
Zainal Abidin beschloss, Lehrer zu werden, und arbeitete zunächst als Aushilfslehrer. Parallel zu dieser Tätigkeit trat er bereits mit ersten journalistischen Texten an die Öffentlichkeit. Ab August 1916 unterrichtete er am Johor Government English College in Johor Bahru, einer englischen Schule, die ähnlich organisiert war wie das Malay College in Kuala Kangsar.
Seine Freizeit widmete Zainal Abidin vornehmlich autodidaktisch betriebenen weitergehenden Studien, in deren Rahmen er sich auch einem vertieften Studium des Arabischen zuwandte. In diesem Zusammenhang machte er die Bekanntschaft Tahir Jalaluddins (1869–1956), der ein bedeutender islamischer Gelehrter und prominenter Vertreter des Reformislams war. Durch das Vorbild und die Anregungen dieses Mannes, der ein Mitbegründer der modernistischen und reformorientierten Zeitschrift al-Imām war, beschäftigte sich Zainal Abidin mehr und mehr mit den Ideen und Überlegungen der sog. kaum muda (wörtl. „die jungen Leute“), denen es auf der Basis der Schriften der ägyptischen Reformer Muḥammad ʿAbduh (gest.1905) und Raschīd Ridā (gest. 1935) darum ging, ähnliche Reformen im malaiischen Archipel publik zu machen. Tahir Jalaluddin war neben Sayyid Shaykh al-Hadi (gest. 1934) die zentrale Figur, mit deren Namen sich diese geistige Strömung in der malaiischen Welt verbindet. Später ergaben sich auch enge persönliche Kontakte zu diesen bedeutenden Intellektuellen.
Die nächste Station in seiner beruflichen Laufbahn war das Kolej Melayu in Kuala Kangsar, wo er von 1916 bis 1923 unterrichtete. Da die britische Kolonialverwaltung allerdings den Eindruck hatte, dass er seine Studenten auf unerwünschte Weise, d. h. konkret mit anti-britischen Äußerungen, beeinflusse, zog man ihn von dieser Lehrtätigkeit ab und beschäftigte ihn in den kommenden Jahrzehnten (bis 1947) als Übersetzer und Verfasser vornehmlich didaktischen Materials für die malaiischen Schulen. In einer solchen Position hielt ihn die britische Kolonialadministration wohl für besser kontrollierbar, insbesondere auch deshalb, da die von ihm verfassten bzw. übersetzten Schriften selbstverständlich britischer Zensur unterlagen.

### Universitäre Lehrtätigkeit ab 1947
1947 ergab sich für Zainal Abidin bin Ahmad die Möglichkeit, als Malaiisch-Lektor an die renommierte School of Oriental and African Studies nach London zu gehen, wo er bis 1951 unterrichtete. Im Zuge seines Aufenthalts in London erwarb er an seiner Wirkungsstätte im Jahre 1949 nebenberuflich einen universitären Grad in Arabisch. Nach seiner Londoner Lehrtätigkeit ging er als Senior Lecturer (pensyarah kanan) an die Universität Malaya nach Singapur, um die dortige Abteilung für malaiische Sprache und Literatur zu leiten. Hier wurde er zum 31. Dezember 1956 offiziell pensioniert, allerdings blieb er noch für ein weiteres Jahr an dieser Hochschule und setzte seine Lehrtätigkeit dort freiwillig fort. In Anerkennung seiner Verdienste verlieh ihm die Universität Malaya im September 1959 – als erstem Malaien überhaupt – ein Ehrendoktorat. Dieses nahm er zwar an, nicht ohne jedoch wieder seine eigentlich eher skeptische Grundhaltung gegenüber solcherlei akademischen Ehrenbezeigungen zum Ausdruck zu bringen, denn seiner Meinung nach hatte ein ehrenhalber verliehener Doktortitel keine wirkliche akademische Bedeutung, da ihm keine eigenständige wissenschaftliche Leistung vorausgeht.

### Letzte Jahre und Tod
Die letzten zehn Lebensjahre Pendeta Za'bas waren durch zahlreiche Krankheiten überschattet. So musste er sich 1963 einer Gallensteinoperation unterziehen; außerdem litt er unter starken Rückenschmerzen. Des Weiteren machte ihm auch eine Herzerkrankung schwer zu schaffen. All diese physischen Beeinträchtigungen brachten auch seine intellektuelle Tätigkeit nach und nach zum Erliegen. Auf Bitten eines Zeitschriftenherausgebers machte er sich jedoch noch an die Abfassung seiner Autobiographie, von der er auch tatsächlich noch zwei Kapitel zum Abschluss bringen konnte. Hierbei handelt es sich gleichzeitig auch um die letzten Texte, die seiner Feder entstammen.
Am 23. Oktober 1973 verstarb Pendeta Za'ba, versehen mit zahlreichen akademischen Ehrungen, in seinem 78. Lebensjahr in Petaling Jaya, Selangor.

## Werke

### Journalistische Publikationen
Seit seinen frühen zwanziger Jahren begann Zainal Abidin bin Ahmad journalistische Texte zu verschiedenen Themen zu veröffentlichen. Wichtig ist die Bemerkung, dass er sich zu vielen Themen äußerte, zu denen über kein Expertenwissen verfügte. Er äußerte sich hier vielmehr als interessierter und zumeist gut informierter Beobachter seiner Zeit und seiner Zeitgenossen, ohne jedoch – beispielsweise auf den Gebieten der Religion oder der Ökonomie – über formale Studienabschlüsse zu verfügen. Frühe Themen seiner journalistischen Publikationen sind etwa die Misere des einheimischen Bildungswesens sowie die Rückständigkeit und Armut der malaiischen Bevölkerungsgruppe. Auf dem Gebiet der islamischen Religion sind es etwa Phänomene wie Aberglaube und blinder Taqlid, die er in seinen Artikeln aus der Sicht eines umfassend gebildeten Laien behandelt.
Seine Veröffentlichungen aus dieser frühen Zeit sind über zahlreiche, teilweise recht kurzlebige Zeitungen und Zeitschriften verstreut und heute teilweise schwer greifbar. So publizierte er etwa in den malaiischsprachigen Zeitschriften Utusan Melayu, Lembaga Melayu, Pengasuh, aber auch in den englischsprachigen Zeitschriften The Malay Mail, The Straits Times und auf Anregung des britischen Kolonialbeamten und Malaiologen Richard Olaf Winstedt (gest. 1966), der zeitweise auch sein Vorgesetzter in der kolonialen Bildungsadministration war, in dem hoch angesehenen Journal of the Malayan Branch of the Royal Asiatic Society. Aber auch in der von Sayyid Shaykh al-Hadi herausgegebenen Zeitschrift Al-Ikhwan sowie in den Organen Panduan Guru und Majalah Guru, die ihre Leserschaft vornehmlich in Lehrerkreisen hatten, finden sich Texte aus seiner Feder.
Zainal Abidins berufliche Tätigkeit hatte sich unterdessen nach Kuala Lumpur verlagert, wo er im Rahmen der britischen Kolonialadministration beim Amt des stellvertretenden Direktors für Bildungsangelegenheiten der Federated Malay States und Straits Settlements als Übersetzer und Verfasser malaiischsprachiger didaktischer Texte arbeitete. Im Dezember 1923 begann er auf Englisch eine Reihe journalistischer Beiträge in der Malay Mail zu publizieren, in denen er die desolate Situation des malaiischen Bevölkerungsanteils anprangerte, und insbesondere auf die starken Defizite auf den Gebieten des Wirtschaftslebens, der sozialen Teilhabe und der Bildungssituation einging, die, so seine Analyse, die Prosperität der Malaien insgesamt verhinderten. 1927 veröffentlichte er einige dieser frühen gesellschaftskritischen Wortmeldungen in der Zeitschrift al-Ikhwan auch in malaiischer Übersetzung, um ihnen eine größere Breitenwirkung unter den Malaien selbst zu geben.
Eine gewisse Prominenz erlangten insbesondere der erste (Kemiskinan orang Melayu, „Die Armut der Malaien“) und der letzte Artikel (Jalan keselamatan bagi orang Melayu, „Der Weg der Rettung für die Malaien“) dieser insgesamt sieben Texte umfassenden Reihe, die bis heute zu den bekanntesten sozialkritischen Publikationen des Autors gehören. Die Titel weiterer Artikel zu dieser Thematik lauten u. a. „Der Nutzen des Wohlstandes“ (Guna Kekayaan), „Liebe Dich selbst und liebe den Anderen“ (Kasihkan Diri dan Kasihkan Orang Lain), „Der Zustand der malaiischen Gesellschaft“ (Keadaan Masyarakat Melayu) und „Der Fleiß der Chinesen“ (Rajin Orang China).

#### „Die Armut der Malaien“ (Kemiskinan orang Melayu)
Nach Pendeta Za'bas Analyse in Kemiskinan orang Melayu ist die Armut bzw. der Mangel dasjenige Wesensmerkmal der Malaien, das unter allen anderen Eigenschaften der Volksgruppe herausrage (kemiskinan itulah sifat yang terlebih sangat lengkap dan nyata daripada lain-lain sifat kebangsaanya). Dieser Mangel sei allumfassend und umgebe die malaiische Volksgruppe gleichsam von allen Seiten (Kemiskinan orang Melayu itu ialah kemiskinan yang meliputi serba dan mengelilingi mereka pada segala pihaknya). Neben der rein materiellen Armut prangert er in seinem am 1. Dezember 1923 in der Malay Mail erschienenen Artikel insbesondere diejenige Erscheinungsform des Mangels an, die sich bei den Malaien darin äußere, dass sie weder hehren Idealen nacheiferten noch nach dem Erwerb von Wissen strebten. Es fehle ihnen auch der Drang, sich mit geistigen Dingen zu befassen und nach einer höheren Persönlichkeitsbildung zu streben (Miskin pada wang ringgit dan harta benda, miskin pada hemat dan cita-cita, miskin pada pelajaran dan latihan pengetahuan, miskin pada alat-alat kelengkapan otak dan pada beberapa sifat-sifat keperangaian yang tinggi dan mulia). Diese Eigenschaften führten letztlich dazu, dass die Malaien von anderen Völkern und Nationen auf dem Marsch nach vorne abgehängt würden (Jadilah mereka tak dapat tiada tersangkut dan ketinggalan dalam perjalanan bangsa-bangsa).
Vor allem den Lebenswandel der Jugend macht Pendeta Za'ba zum Gegenstand seiner Kritik: die jungen Leute seien zumeist träge, verschwendeten ihre Zeit mit sinnlosen Vergnügungen und gäben sich – ganz ihrer Triebseele unterworfen – geradezu animalischen sinnlichen Genüssen hin. Sparen und wohlüberlegtes Haushalten im Hinblick auf die Zukunft habe für sie keinerlei Bedeutung (orang muda-mudanya kebanyakan leka membuang-buang masa dengan kesukaan yang sia-sia, lucah dengan menjamu kesedapan syahwat dan hawa nafsu kebinatangan, tiada jimat dan cermat pada perkara wang dan belanja, dan tiada mengirakan untuk esok atau lusa [...]).
Im Laufe seines Artikels liefert er einen ganzen Katalog von Wesensmerkmalen, deren geringe Ausprägung oder gar Fehlen bei den (insbesondere jüngeren) Malaien verantwortlich für die desolate wirtschaftliche und soziale Situation sowie für ihre intellektuelle Behäbigkeit sei. Einige Punkte aus der langen Auflistung seien zur Illustration genannt:
- Idealismus (teguh cita-cita)
- Willensstärke (kuat kemahuan)
- Einhalten von Versprechungen (menepati janji)
- Effizienter Umgang mit der Zeit (menghargakan waktu)
- Selbstwertgefühl (ada kehormatan diri)
- Fähigkeit, eigenständig zu denken (biasa menjalankan akal dan berfikir sendiri)
- Fähigkeit zur Analyse als Voraussetzung, eigene Entscheidungen zu treffen (bergantung kepada ikhtiar diri sendiri)

#### „Der Weg der Rettung für die Malaien“ (Jalan Keselamatan Bagi Orang-Orang Melayu)
Mit diesem Artikel, der zunächst im Dezember 1923 auf Englisch unter dem Titel „The Salvation of the Malays“ und dann im Dezember 1927 in malaiischer Übersetzung in der Zeitschrift al-Ikhwān erschien, beschloss Zainal Abidin bin Ahmad seine Serie von Artikeln zur Armutsthematik. Nach diesem Text publizierte Za'ba für mehrere Jahre zunächst keine sozialkritischen Texte mehr und wandte sich vielmehr sprach- und orthographiedidaktischen Themen zu. Als Grund für diese thematische Hinwendung zu gewiss unverfänglicheren Fragen kann die negative Reaktion von Za'bas britischen Arbeitgebern auf die publizistischen Aktivitäten ihres malaiischen Mitarbeiters angesehen werden. Schließlich wurde die britische Kolonialadministration implizit für die desolate Lage der Malaien – neben der Lethargie und Passivität, die Za'ba seiner eigenen Volksgruppe vorwirft, und der untägigen malaiischen Lokalaristokratie – mitverantwortlich gemacht.
Zur Rettung der Malaien sind nach Za'ba im Wesentlichen zwei Dinge notwendig: Bildung (pendidikan) und wirtschaftlicher Aufschwung (ekonomi). Bildung ist hier im Sinne moderner, westlicher Bildung, vor allem auf den Gebieten Technik und Naturwissenschaft, zu begreifen. Komplementär dazu kritisiert er scharf die unzeitgemäßen und modernitätsfeindlichen Lehren vieler islamischer Geistlicher, die in seiner Perspektive der Strömung der kaum tua zuzurechnen waren, und die die seiner Meinung nach im Islam ursprünglich angelegte Aufgeschlossenheit für Fortschritt und Wissenschaft bekämpften. Mit einer solchen Einstellung sorgten die Repräsentanten der Religion seiner Meinung nach dafür, dass ihre Landsleute und Glaubensgenossen wie „Frösche unter der Kokosnussschale“ (sebenar-benar katak di bawah tempurung), d. h. wie in einem Kokon völlig isoliert von der fortschrittlicheren Außenwelt, lebten.

### Malaiisch-Lehrbücher für den Schulgebrauch
Bis heute ist der Name Pendeta Za'bas mit seinen sprachwissenschaftlichen und sprachdidaktischen Aktivitäten verbunden. Seiner Feder entstammt eine ganze Reihe von Malaiisch-Lehrbüchern für den Schulgebrauch. So verfasste er etwa ab den zwanziger Jahren des 20. Jh. Orthographiehandbücher für das Malaiische in den beiden Schriftversionen Jawi und Rumi. Außerdem schrieb er mehrere Lehrbücher, die die schriftliche Ausdrucksfähigkeit der malaiischen Schülerinnen und Schüler fördern sollten.

### Monographische Schriften (Auswahl)
- Rahsia Ejaan Jawi (1929)
- Umbi Kemajuan (1932)
- Falsafah Takdir (1932)
- Pelita Mengarang: Ilmu Mengarang Melayu (1934)
- Daftar Ejaan Melayu: Jawa-Rumi (1938)
- Serie Pelita Bahasa Melayu (3 Bd. 1940–1949)
- Asuhan Budi (1958)

## Rezeption im Malaysia des 21. Jahrhunderts
Neben etlichen Straßen in verschiedenen Orten Malaysias ist nach Za'ba eine auf malaiische Sprache und Literatur spezialisierte Forschungsbibliothek benannt, die auf dem Kampus der Universiti Malaya angesiedelt ist.
Dass Za'ba in Malaysia bis heute nicht vergessen ist, zeigt sich u. a. daran, dass immer wieder Symposien und Tagungen stattfinden, die sich mit dem Werk dieses Intellektuellen befassen, und auf denen teilweise durchaus prominente Referenten auftreten. So fand beispielsweise im Oktober 2015 ein unter der Ägide der Regierung des Bundesstaates Selangor organisiertes und prominent besetztes Seminar zum Thema „Pendeta Za'ba: ein Volksdenker, der die Zeiten überdauert“ (Pendeta Za'ba: Pemikir Umat Rentas Zaman) statt, bei dem etwa der bekannte islamische Intellektuelle Siddiq Fadzil (gest. 2021), seines Zeichens u. a. ehemaliger Anführer der Angkatan Belia Islam Malaysia, d. h. der islamischen Jugendbewegung Malaysias, einen Vortrag zum Thema „Wesentliche Züge von Pendeta Za'bas Führungsverständnis und Stärkung der Nation“ (Inti Pati Kepimpinan Pendeta Za'ba Dan Pemerkasaan Bangsa) hielt. In diesem Vortrag thematisiert Siddiq Fadzil vornehmlich Za'bas Zeitungsartikel „Die Armut der Malaien“ ('Kemiskinan Orang Melayu') und „Der Weg der Rettung für die Malaien“ ('Jalan Keselamatan Orang Melayu') aus den zwanziger Jahren und hebt die Aktualität dieser Überlegungen auch fast hundert Jahre nach ihrer Publikation hervor.
Ein weiteres Beispiel für aktuelle Za'ba-Rezeption sind die von der Akademi Jawi Malaysia organisierten und auch online zugänglichen Lesungen aus Za'bas Schrift „Erziehung des Geistes/Charakters“ (Asuhan Budi). Hierbei handelt es sich um die Niederschrift von zehn Vorträgen, die er zwischen Juli 1951 und Januar 1953 im malaiischen Rundfunk hielt, und die erstmalig bereits 1958 in Buchform erschienen. Thematisch geht es um ethisch-religiöse Fragen, um die bereits das Denken des jungen Za'ba immer wieder kreiste: Pflichten gegenüber dem eigenen Ich, Kindererziehung, Erziehung zur Zukunftsvorsorge und Sparsamkeit, Bedeutung der Religion für den Menschen etc.